# 시키자쿠라

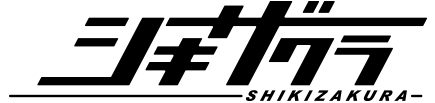

《시키자쿠라》(일본어: シキザクラ)는 Sublimation가 원작 · 제작한 일본의 애니메이션이다.
이계에서 나타나 사람을 습격하는 오니와 이들에 대항하기 위해 특수한 파워 슈트를 착용한 소년소녀 팀이 세계를 구하는 무당을 지키기 위해 싸우는 SF 배틀 액션이다.

## 줄거리
단풍과 함께 벚꽃이 활짝 피는 시카자쿠라의 땅. 현세와 이계가 뒤섞인 특별한 장소에서, 사람의 세상을 구하기 위한 의식이 거행되고자 했던...
고등학생인 미와 카케루는 이계에서 나타나 사람을 잡아먹는 오니와 파워 슈트와의 싸움에 휘말린다.
사람에게 홀려 현생에 드러나려는 오니. 사람들을 오니로부터 지킬 수 있는 것은 고대의 비술과 최신 기술이 융합된 파워 슈트 '요로이'뿐.
카케루는 뜻밖에 파워 슈트를 입고, 오니와 싸우는 팀의 이레귤러한 멤버가 된다. 히어로가 되기로 결의한 카케루는 세계를 구하는 숙명의 무녀 묘진 아이카를 지키고 오니와 싸운다
시카자쿠라의 계절. 단풍과 벚꽃 눈보라 속에서, 묘진은 무당으로서 춤을 춘다.
과거와 미래, 현생과 이계, 마음과 소원이 교차하는, 활극 영웅담, 여기에 개막!